# Fletcherinia decaryi
Fletcherinia decaryi är en fjärilsart som beskrevs av Griveaud 1964. Fletcherinia decaryi ingår i släktet Fletcherinia och familjen björnspinnare. Inga underarter finns listade i Catalogue of Life.